# Theodor Nördlinger

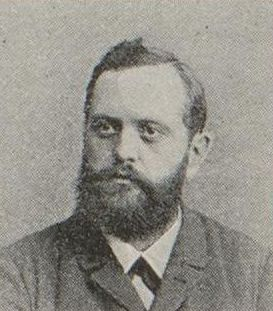
Theodor Nördlinger, um 1894

Theodor Julius Friedrich Nördlinger (* 30. Dezember 1855 in Hohenheim/Stuttgart; † 26. November 1912 in Reutlingen) war ein deutscher Forstwissenschaftler. 

## Leben und Wirken
Theodor Nördlinger, ein Sohn des an der Universität Tübingen lehrenden Forstwissenschaftlers Prof. Hermann von Nördlinger (1818–1897), legte 1873 am Realgymnasium in Stuttgart die Maturitätsprüfung ab. Nach kurzer Tätigkeit als Forstpraktikant in Hohenheim bzw. Tübingen (1873/74) studierte er von 1874 bis 1877 Naturwissenschaften, Nationalökonomie und Rechtswissenschaft an der Eberhard Karls Universität Tübingen und von 1877 bis 1878 Forstwissenschaft an der Landwirtschaftlichen Akademie Hohenheim. Im Jahre 1878 legte er die erste Staatsforstdienstprüfung ab, 1879 die zweite Staatsprüfung. In der Zeit von 1879 bis Anfang 1885 war Nördlinger dann an verschiedenen Forstämtern tätig, so in Hirsau, Hohenheim, Heidenheim (Brenz) und Tübingen. 1884 promovierte er an der Universität Tübingen bei Tuisko Lorey zum Dr. sc. pol. mit einer forstwissenschaftlichen Arbeit. 1885 folgte seine Habilitation, so dass er die Lehrbefugnis für das Fach Forstwissenschaft erhielt. In Tübingen lehrte er nur bis 1886 als Privatdozent bzw. außerordentlicher Professor und beschäftigte sich mit den Gebieten Holzmesskunde, Forstbenutzung und Staatsforstwirtschaftslehre. Von 1886 bis 1887 lehrte er dann als außerordentlicher Professor an der Universität Gießen. Aus Krankheitsgründen musste er sein Lehramt aufgeben. Nach kurzer Tätigkeit als Revieramtsassistent in Plattenhardt (1889 bis 1891) wechselte er wegen seiner Nervenkrankheit ins Privatleben.

## Schriften
- Zuwachs und Zuwachsprozent. Beiträge zum Gesetze der Stammbildung. Dissertation Universität Tübingen 1884 (online).
- Der Einfluss des Waldes auf die Luft- und Bodenwärme. Parey, Berlin 1885 (Habilitationsschrift Universität Tübingen) (online).
- Einfluss des Waldes auf die Bodentemperatur. In: Forstwissenschaftliches Centralblatt, Jg. 8 (1886), S. 506–516.
- Ueber die Beziehungen zwischen Alter und Brusthöhenstärke bei Buchen. In: Forstwissenschaftliches Centralblatt, Jg. 8 (1886), S. 601–605.
- Ueber die Beziehungen der stärksten und schwächsten Baumklassen zur Mittelstammklasse in Buchen- und Fichtenbeständen. In: Zeitschrift für Forst- und Jagdwesen, Bd. 18 (1886), S. 635–645 (online).
- Ueber die Beziehungen zwischen Waldluft und Freilandtemperatur. In: Centralblatt für das gesamte Forstwesen, Jg. 12 (1886), S. 278–285 (online).
- Die Beobachtungszeiten für die täglichen Aufzeichnungen an den forstlich-meteorologischen Stationen. In: Ebd., Jg. 12 (1886), S. 313–319 (online).
- Ueber die nothwendige Dauer forstlich-meteorologischer Beobachtungen. In: Ebd., Jg. 12 (1886), S. 437–445 (online).
- Der Regenfall im Walde. In: Forstwissenschaftliches Centralblatt, Jg. 9 (1887), S. 12–17 (online).
- Über Probestämme. In: Ebd., Jg. (1887), S. 218–223 (online).